# FuHiKuBo

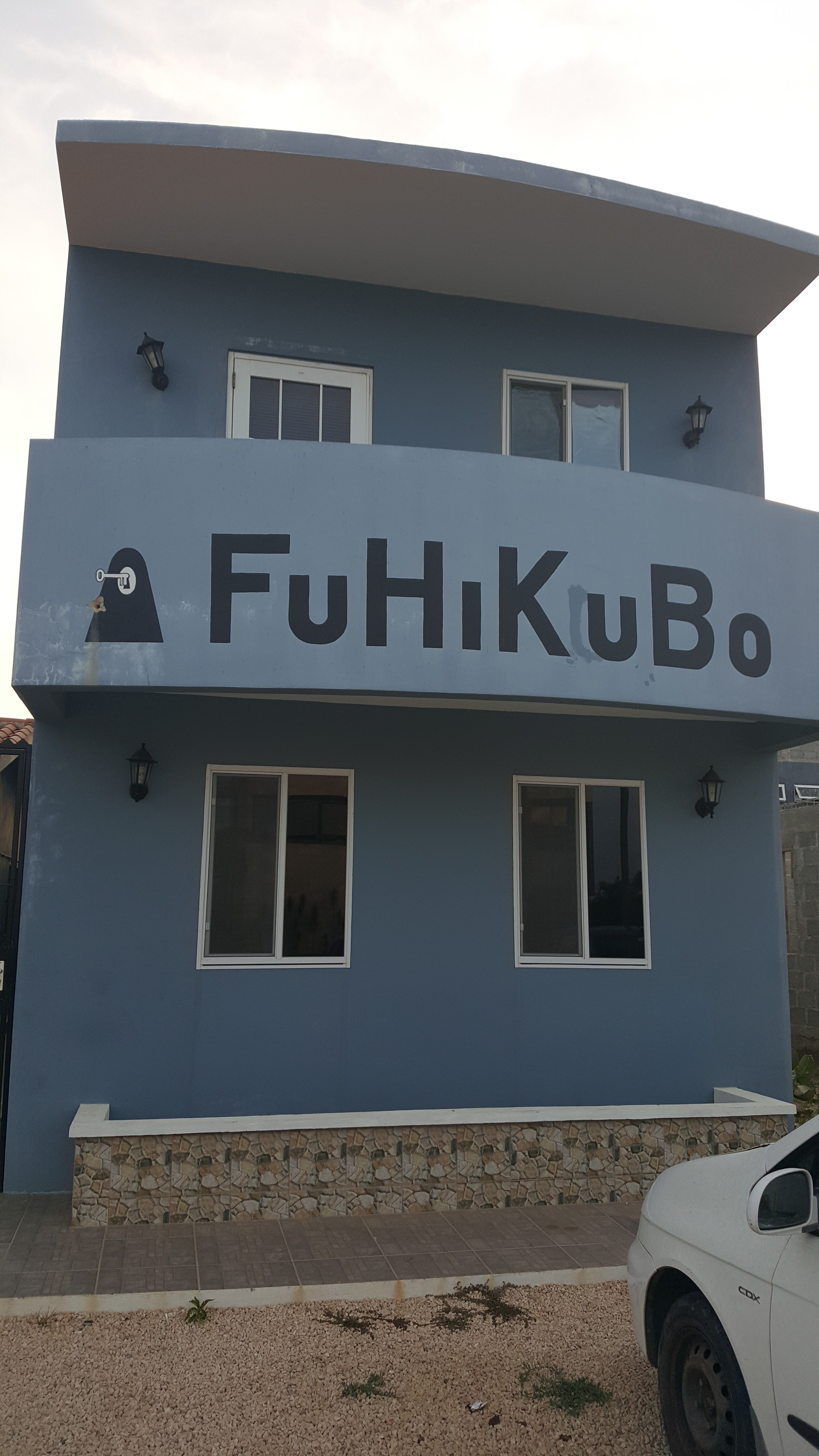
Het gebouw van FuHiKuBo

FuHiKuBo (Fundashon Históriko Kultural Boneriano) is een Bonairiaanse organisatie die zich bezighoudt met het vastleggen van de geschiedenis van Bonaire. De stichting is opgericht op 6 augustus 1998 en houdt zich bezig met het:
- Documenteren van de geschiedenis van Bonaire, zowel geschreven als ongeschreven en deze bijeen te brengen in één collectie
- Bestuderen en beoordelen van de historische bronnen
- Onderhouden van relaties met wetenschappelijke instituten en personen

Vanuit deze doelstelling wordt vanuit FuHiKuBo actief cultureel erfgoed materiaal verzameld. In 2013 zijn deze documenten, foto's, film en geluid ondergebracht bij de website Archivo Boneiru. Een belangrijke kracht achter deze verzameling is Bòi Antoin die als journalist en auteur veel materiaal heeft bijeenbracht. In Nederland hebben het Regionaal Archief Dordrecht, het Nederlands Instituut voor Beeld en Geluid en het Nationaal Archief geholpen bij het tot stand komen van de website Archivo Boneiru.

## Unesco Accreditatie
In 2020 is de FuHiKuBo geaccrediteerd als ngo vanuit de Unesco Conventie voor Immaterieel Erfgoed. Voor de uitvoering van de Unesco Conventie Immaterieel Erfgoed zorgen deze ngo's bijvoorbeeld voor het onderzoek naar de gemeenschappen die levend erfgoed koesteren. FuHiKuBo doet dit bijvoorbeeld met het opnemen van de video's waar Bonairiaanse ouderen vertellen over hun geschiedenis.  

## Collectie Herensia
Bij FuHiKuBo is ook de Collectie Herensia ondergebracht. Een collectie van zo’n 1420 (video) opnames van de geschiedenis, cultuur en in het algemeen het leven op Bonaire vanaf circa 1940 tot op heden. Naast Bonaire, zijn er ook opnames gemaakt op de andere Caribisch Nederlandse eilanden waaronder Curaçao, Aruba, Saba, St. Eustatius, St. Maarten, maar ook in Nederland. Op 14 december 2023 werd deze erfgoedcollectie ingeschreven in het Nederlands Memory of the World Register.